# Studentenausweis

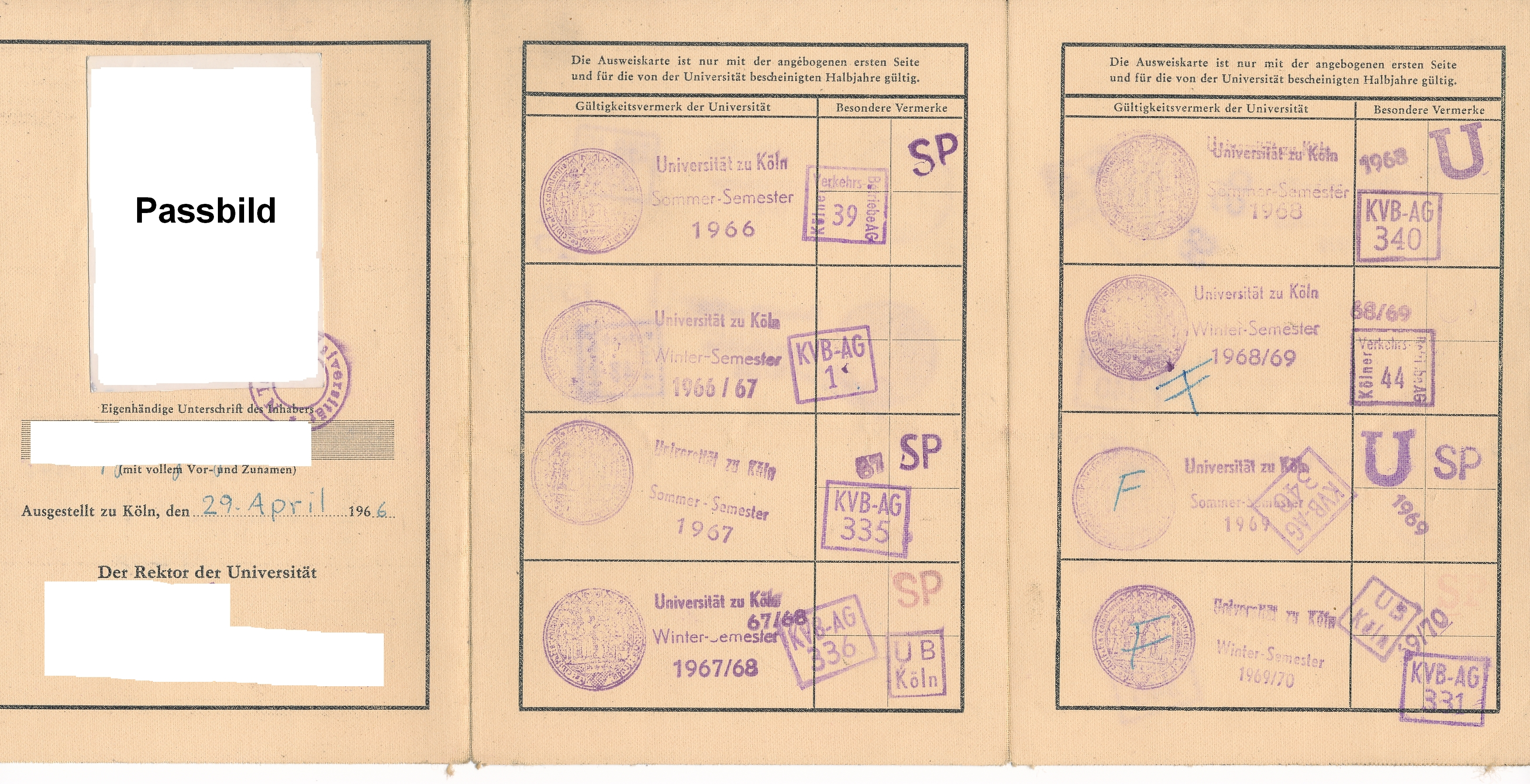
Studentenausweis der Universität Köln aus den 1960er Jahren

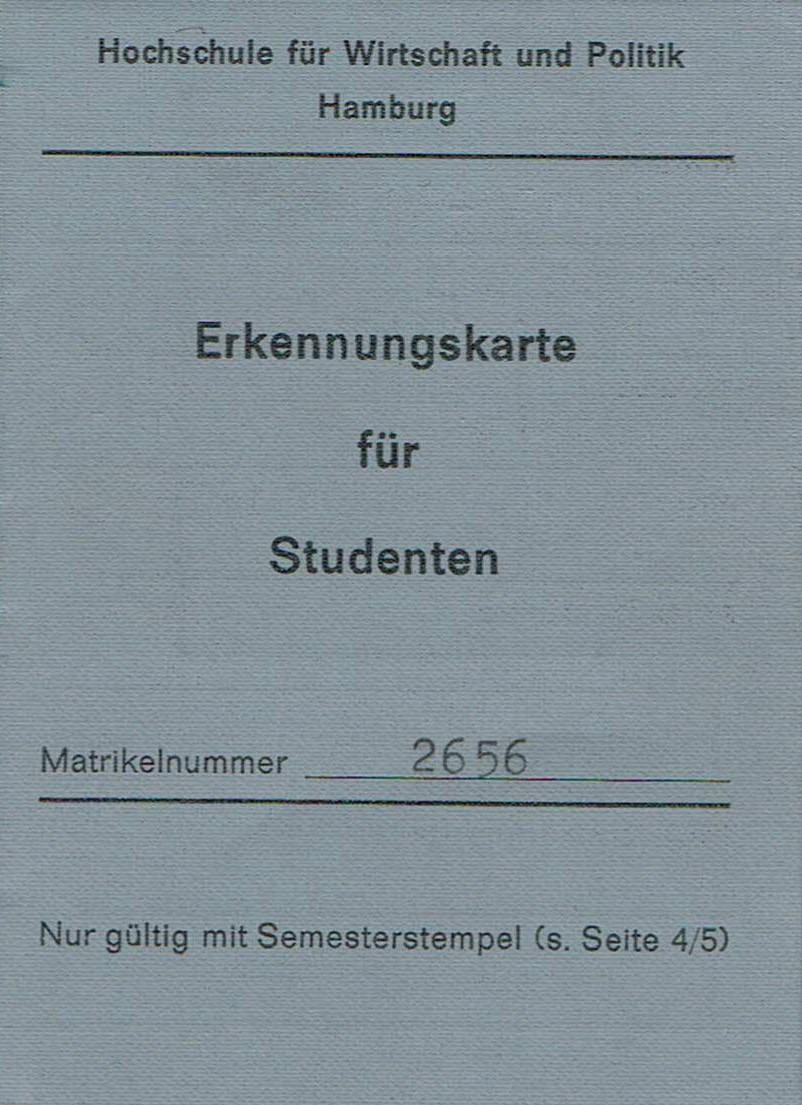
Studentenausweis an der Hochschule für Wirtschaft und Politik in Hamburg 1973–1975

Der Studentenausweis oder Studierendenausweis ist ein Ausweisdokument zur Bescheinigung, dass man an einer Hochschule eingeschrieben ist (Immatrikulation). Er ist in der Regel für ein Semester oder Trimester gültig und muss danach erneuert oder verlängert werden. Weitere Bezeichnungen für den Studentenausweis sind Studentinnenausweis, Student Card, Studienausweis und Studentenkarte, in Österreich amtlich Ausweis für Studierende, in der Schweiz Legitimationskarte.

## Zweck
In Deutschland gilt der Studentenausweis einer staatlichen Hochschule als amtlicher Lichtbildausweis. Ähnlich wie bei der Immatrikulationsbescheinigung sind auf dem Ausweis Daten, welche zur Identifizierung des Studenten benötigt werden, gespeichert. Die Art der Speicherung hängt von der verwendeten Technologie der Karte ab, wie zum Beispiel kontaktlose Chipkarten (Transponderkarten) oder Chipkarten mit Magnetstreifen oder PIN-Code. Die gespeicherten Daten sind hierbei meist der vollständige Name des Studenten, das Geburtsdatum, der Geburtsort, der Gültigkeitszeitraum des Ausweises, sowie die wichtigsten Eckdaten zum Studium. Dazu gehören in der Regel die Matrikelnummer, die Art des angestrebten Abschlusses, das Studienfach sowie das derzeitige Fachsemester.

## Ausweisfunktionen
Je nach verwendeter Technologie auf oder in der Karte kann der Studentenausweis für verschiedene Aufgaben herangezogen werden. Neben der bereits oben erwähnten Aufgabe der Identifikation kann der Studentenausweis auch für die folgenden Anwendungen verwendet werden:
- Physikalischer Zutritt (Hörsäle, IT-Räume, Studentenwohnheime, Schließfächer, Sport-Einrichtungen, Bibliotheken, Mensen etc.)
- Logischer Zugang (PCs, Intranet, Studienplan, Klausuren etc.)
- Bargeldlose Bezahlfunktionen für die Mensa, Automaten oder Shops auf dem Campus
- Bankfunktion
- Bibliotheksausweis
- Verwendung von Kopiergeräten
- Anwesenheitskontrolle
- Anmeldung zu Klausuren
- Fahrschein für den Öffentlichen Verkehr
- Ausweiskarte für Carsharing oder Fahrradverleih
- Parkausweis
- Mobiltelefon und NFC-Services

## Technologie
Es gibt verschiedene Arten, Daten auf einem Studentenausweis zu speichern:
- Fotos
- Nummern
- Barcode
- RFID-Chips (kontaktlose Chipkarten-Technologie)
- Magnetstreifen
- User-IDs mit Pincodes
- Möglichkeit zur NFC-Kompatibilität für Smartphones